# 李信邦
李信邦，台灣電視劇製作人、編劇，從事美術設計、攝影、燈光、場記、副導演、編導、民視電視公司編劇顧問…等工作三十年。曾入圍金鐘獎最佳編劇及亞洲電視獎最佳原創編劇。現任卡巴迪亞國際有限公司負責人、史坦利國際傳媒戲劇總監、龍圖國際傳媒內容總監/製作人。

## 作品
大愛電視台『夜明珠』製作人、導演。
大愛電視台『大林春暖』製作人、編劇。
大愛電視台『逆子』執行製作人、編劇。
傳統戲劇『天宇布袋戲』系列，製作人。
1990年 中視《戲說乾隆》，副導演
1990年 台視 《大嬸婆闖江湖》，編劇
1991年 台視《媽媽》，編劇、外景導演
1992年 台視《何仙姑》，導演
1993年 中視《鴨母王》，編劇、外景導演
1994年 華視《蓋世皇太子》，編劇、外景導演
1994年 中視《三八親姆憨親家》，編劇
1994年 中視《內公外媽孫媳婦》，編劇
1995年 中視《黑面陳的女兒》，編劇
1995年~1998年 幻力運動頻道，節目製作總監
1996年 中視《布袋和尚》，編劇
1996年 超視《大慈大悲觀世音》，編劇
1996年 馬來西亞（HVD），劇本創作
1997年 文華製作公司《上海 煙雨紅塵》，編劇
1999年 金鐘獎《乾杯》，策畫
2000年 三立台灣台《阿扁與阿珍》，編劇
2000年 三立台灣台《伴阮過一生》，編劇
2000年 三立台灣台《台灣阿誠》，編劇
2001年 三立台灣台 《負君千行淚》，編劇
2002年 慈濟大愛電視台《夏夜精選》林肯大郡，編劇
2002年 慈濟大愛電視台《夏夜精選》林美皇師姐，編劇
2002年 慈濟大愛電視台《夜明珠》，製作人、導演
2003年 慈濟大愛電視台《大林春暖》，製作人、編劇
2004年 民視 《日正當中》，編劇
2004年 台視 《好運今年輪到我》，主創編劇
2004年 華視 《生命的太陽》，編劇
2005年 華視 《舊情綿綿》，主創編劇
2006年 華視 《天長地久》，主創編劇
2007年 台視 《神機妙算劉伯溫》，編劇
2008年 慈濟大愛電視台HD 《逆子》，執行製作人、編劇
2009年 民視 《新兵日記》，主創編劇
2011年 民視 《新兵日記-特戰英雄》，主創編劇
2012年 民視 《廉政英雄》，主創編劇
2012年~2017年 民視 編劇顧問
2013年 民視 《龍飛鳳舞》，編劇
2015年 臺中市政府 《I 在南屯》，主創編劇
2016年 樂視網 《屍語者》，編劇
2017年 TVBS 《女兵日記》、《女力報到》，總編劇
2022年 中視 《台灣X檔案》，製作人
2023年 台視 《追分成功 (台視電視劇)》，編劇統籌